# Thereva conformis
Thereva conformis är en tvåvingeart som först beskrevs av Walker 1848.  Thereva conformis ingår i släktet Thereva och familjen stilettflugor. Inga underarter finns listade i Catalogue of Life.